# Eriopyga duruscula
Eriopyga duruscula är en fjärilsart som beskrevs av William Schaus 1911. Eriopyga duruscula ingår i släktet Eriopyga och familjen nattflyn. Inga underarter finns listade i Catalogue of Life.